# Justizvollzugsanstalt Luckau-Duben
Die Justizvollzugsanstalt Luckau-Duben (abgekürzt JVA Luckau-Duben) ist eine Justizvollzugsanstalt des Landes Brandenburg in Luckau, Ortsteil Duben. In dem Gefängnis sind weibliche und männliche erwachsene Straftäter untergebracht. Zur JVA Luckau-Duben gehört die Außenstelle in Spremberg.

## Geschichte

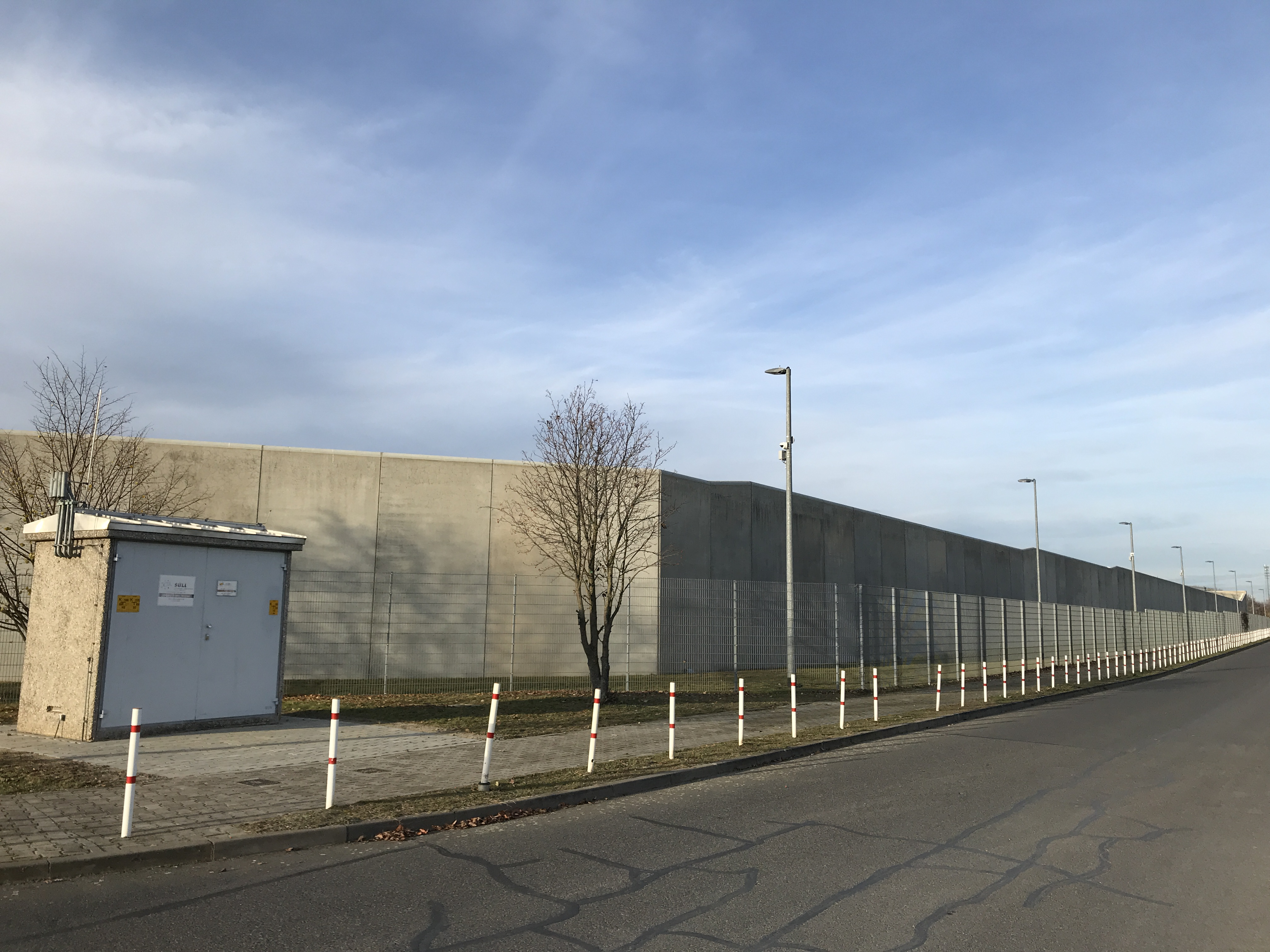
Ansicht von Südwesten

Die JVA Luckau-Duben baute das brandenburgische Justizministerium im Rahmen eines groß angelegten Investitions- und Neubauprogramms in der Zeit von 2002 bis 2004. Der insgesamt 53,8 Mio. € teure Bau wurde komplett neu errichtet und im Dezember 2004 übergeben. Im März 2005 zogen die ersten Gefangenen ein. Die alte JVA Luckau schloss danach. Ende März 2017 wurde Frank Schmökel aus dem Maßregelvollzug Brandenburg/Havel hierher verlegt. Das Oberlandesgericht Brandenburg hatte am 5. Dezember 2016 letztinstanzlich die Verlegung verfügt, da Gutachter Schmökel bescheinigten, nicht therapierbar zu sein. Hier wird er seine lebenslange Freiheitsstrafe mit anschließender Sicherungsverwahrung absitzen.

## Zuständigkeit
In der JVA Luckau-Duben verbüßen weibliche Strafgefangene im geschlossenen Vollzug (48 Plätze) ihre Freiheitsstrafe oder sitzen in Untersuchungshaft (15 Plätze). Sie ist in Brandenburg die einzige Justizvollzugsanstalt für weibliche Gefangene.
Des Weiteren gibt es 266 Haftplätze für männliche erwachsene Strafgefangene im geschlossenen Vollzug.
Haftplätze des offenen Vollzugs gibt es für männliche und weibliche Gefangene in der Außenstelle in Spremberg.

## Personal
In der JVA Luckau-Duben sind zurzeit 190 Mitarbeiter, davon 140 des allgemeinen Vollzugsdienstes beschäftigt. Weiterhin stehen Psychologen, Pädagogen und Sozialarbeiter für die fachorientierte Betreuung der Gefangenen bereit. Ein evangelischer und ein katholischer Seelsorger stehen zur Verfügung. Die medizinische Versorgung der Gefangenen wird durch Vertragsärzte und Pflegepersonal der Anstalt ermöglicht.

## Gefangenbetreuung
Neben den anstaltseigenen Arbeitsplätzen gibt es auch Arbeitsplätze in Eigenbetrieben und Unternehmen innerhalb der JVA.